# بيورن رنستروم
بيورن ساندرو رنستروم (بالسويدية:Björn Runström)، من مواليد 1 مارس 1984 في ستوكهولم في السويد، لاعب كرة قدم سويدي.
بدأ مسيرته الكروية مع نادي بولونيا الإيطالي في موسم 2001/2002، وفي موسم 2002/2003 انتقل إلى نادي كييفو فيرونا الإيطالي، ولعب معهم مباراة واحدة، وفي موسم 2003/2004 انتقل إلى نادي فيورنتينا الإيطالي، وشارك معهم في مباراتين، وفي عام 2004 انتقل إلى نادي هاماربي، ولعب معهم حتى عام 2006، وشارك معهم في 57 مباراة وسجل 18 هدف، ومنذ عام 2006 وهو يلعب مع نادي فولهام الإنجليزي، وفي عام 2007 أعير إلى نادي لوتون تاون الإنجليزي، ولعب معهم 8 مباريات وسجل هدفين.

## روابط خارجية
- بيورن رنستروم على موقع اتحاد السويد (السويدية)
- بيورن رنستروم على موقع الدوري الأمريكي (الإنجليزية)
- بيورن رنستروم على موقع قاعدة بيانات كرة القدم.إي يو (الإنجليزية)
- بيورن رنستروم على موقع Soccerbase.com (لاعب) (الإنجليزية)
- بيورن رنستروم على موقع عالم كرة القدم.نت (الإنجليزية)